# Октябрське (Великоізюмівський сільський округ)
Октя́брське (каз. Октябрь) — село у складі Тайиншинського району Північноказахстанської області Казахстану. Входить до складу Великоізюмівського сільського округу, раніше було у складі ліквідованої Заріченської сільської ради.
Населення — 46 осіб (2021; 98 у 2009, 264 у 1999, 285 у 1989).
Національний склад станом на 1989 рік:
- українці — 44 %
- казахи — 20 %.